# Agdara (Abjasia)
Agdara (en georgiano: აღდარა; en armenio: Աղդարա; en abjasio: Аҕдара) es una aldea que pertenece a la parcialmente reconocida República de Abjasia, parte del distrito de Sujumi, aunque de iure pertenece al municipio de Sojumi de la República Autónoma de Abjasia de Georgia.

## Geografía
Agdara se encuentra en la orilla derecha del río Gumista, a 18 km de Sujumi. La aldea se administra desde el pueblo de Zemo Eshera.

## Historia
La aldea fue fundada por armenios que llegaron de los pueblos circundantes a Ordu en 1886.

## Demografía
La evolución demográfica de Agdara entre 1959 y 1989 fue la siguiente:
| 210                                                 | 71 |
| (Fuente: Population of Abkhazia since Soviet times) |    |

Antes de la guerra de Abjasia, la mayoría de la población local eran armenios con minorías de abjasios.

## Economía
Los vecinos se dedican al cultivo de tabaco, maíz, hortalizas, ganadería y apicultura.  

## Infraestructura

### Educación
El pueblo tenía una escuela primaria armenia. 